# Europese weg 401
De Europese weg 401 of E401 is een weg die uitsluitend door Frankrijk loopt.
De weg begint bij Saint-Brieuc en eindigt in Caen. Tussen Saint-Brieuc en Tramain valt de E401 samen met de E50. Tussen Pontaubault en Villedieu-les-Poêles valt de E401 samen met de E3.

## Nationale wegnummers
De E401 loopt over de volgende nationale wegnummers:
| Nummer    | Tracé                   |
| Frankrijk | Frankrijk               |
| --------- | ----------------------- |
|           | Saint-Brieuc - Tramain  |
|           | Tramain - Pontorson     |
|           | Pontorson - Pontaubault |
|           | Pontaubault - Caen      |
|           | Ringweg Caen            |